# Bombardiers en piqué (film)
Pour les articles homonymes, voir Bombardier en piqué.
Pour plus de détails, voir Fiche technique et Distribution.
Bombardiers en piqué (Dive Bomber) est un film américain en Technicolor réalisé par Michael Curtiz, sorti en 1941.

## Synopsis
Durant la seconde guerre mondiale, deux pilotes officiers de l'Aéronavale essaient d'analyser et de comprendre les pertes de connaissance des pilotes en altitude. Ces deux hommes doivent aller au-delà de leurs divergences pour mener à bien leurs expériences afin de sauver des vies.

## Fiche technique
- Titre français : Bombardiers en piqué
- Titre belge : Bombardiers en piqué
- Titre original : Dive Bomber
- Réalisation : Michael Curtiz
- Scénario : Frank Wead et Robert Buckner
- Production : Hal B. Wallis
- Société de production : Warner Bros. Pictures
- Musique : Max Steiner
- Photographie : Bert Glennon et Winton C. Hoch
- Direction artistique : Robert Haas
- Montage : George Amy
- Pays de production : États-Unis
- Format : Couleur (Technicolor) - 1,37:1 - son : Mono (RCA Sound System)
- Genre : Film de guerre, Drame
- Durée : 132 minutes
- Dates de sortie : 
  - États-Unis : 30 août 1941
  - France : 10 janvier 1947

## Distribution
- Errol Flynn : Lieutenant Douglas S. 'Doug' Lee, médecin de la base aérienne
- Fred MacMurray : Lieutenant-commodore Joe Blake, commandant de la base
- Ralph Bellamy : Lieutenant-commodore Lance Rogers, médecin en chef de la base
- Alexis Smith : Mme Linda Fisher
- Robert Armstrong : Art Lyons, ingénieur aéronautique
- Craig Stevens : Anthony, élève-pilote
- Moroni Olsen : le chirurgien à San Diego
- Regis Toomey : Lieutenant Tim Griffin
- Louis Jean Heydt : Swede Larson
- Herbert Anderson : Chubby
- Dennie Moore : Mme James

Acteurs non crédités
- James Anderson : un pilote
- Ann Doran : Helen, l'amie de Joe
- Howard C. Hickman : L'amiral
- Stuart Holmes : Le patron du night-club
- Steve Pendleton : un pilote

### Ouvrages généraux
- Gérard Devillers et Marceau Devillers, Anthologie du Cinéma, tome V : Errol Flynn, Paris, L'Avant-scène Cinéma, 1970, p. 337-392.

### Monographies
- (en) Tony Thomas, Rudy Behlmer et Clifford McCarty, The Films of Errol Flynn, Secaucus, New Jersey, The Citadel Press, 1969, 221 p. (ISBN 0-8065-0237-1), p. 103-105.